# Harold Washington
Pour les articles homonymes, voir Washington.
Harold Lee Washington (15 avril 1922 à Chicago, Illinois – 25 novembre 1987  à Chicago, Illinois) était un juriste et homme politique américain, représentant du premier district de l'Illinois au Congrès des États-Unis de 1981 à 1983, puis maire de Chicago, de 1983 à sa mort. Il fut le premier Afro-américain à être élu à ce poste, soutenu par une coalition incluant, entre autres, les Young Lords chicanos. La Harold Washington Library, la bibliothèque centrale de Chicago, et le Harold Washington Park, un parc municipal de Chicago, sont nommés en son honneur.

## Biographie
Harold Washington, né le 15 avril 1922 à Chicago est le fils de Roy Lee Washington Sr. (1897-1953) et de Bertha Jones Washington (1898-1980).
En 1928, ses parents divorcent ; il vivra chez son père, qui en 1935 épouse une institutrice, Arlene Jackson.
Il suit ses études secondaires à la DuSable High School (en)
De 1942 à 1946, il sert dans l'U.S. Air Force. Une fois démobilisé, il entre à l'Université de Chicago et en 1949, il obtient son Bachelor of Arts en sciences politiques.
Harold Washington suit des études de droit à la Northwestern University Pritzker School of Law (en) de l'université Northwestern, où il obtient un Juris Doctor en 1952.
Il meurt d'une crise cardiaque dans son bureau à l'hôtel de ville. Il est inhumé au cimetière de Oak Woods à Chicago.